# Xylopteryx leroyae
Xylopteryx leroyae är en fjärilsart som beskrevs av Fletcher 1963. Xylopteryx leroyae ingår i släktet Xylopteryx och familjen mätare. Inga underarter finns listade i Catalogue of Life.